# Беллари
Белла́ри, Балла́ри (англ. Bellary, канн. ಬಳ್ಳಾರಿ) — город в индийском штате Карнатака. Административный центр округа Беллари. Средняя высота над уровнем моря — 444 метра.

## География

### Население[1]
По данным всеиндийской переписи 2011 года, в городе проживало 410 445 человек, из которых мужчины составляли 50,2 %, женщины — соответственно 49,8 %. Уровень грамотности взрослого населения составлял 78,4 % (при общеиндийском показателе 59,5 %).
Динамика численности населения города по годам:
| 1991    | 2001    | 2011    |
| ------- | ------- | ------- |
| 245 391 | 316 766 | 410 445 |

| Статус населения           | Статус населения | Статус населения | Статус населения | Статус населения |
| -------------------------- | ---------------- | ---------------- | ---------------- | ---------------- |
| Зарегистрированные касты   |                  |                  | 15,37 %          |                  |
| Зарегистрированные племена |                  |                  | 10,63 %          |                  |
| Остальные                  |                  |                  | 74 %             |                  |